# Дадиља са села
Дадиља са села је предстојећа српска серија из 2025. године. Настала је по узору на америчку серију Дадиља (1993—1999).

## Радња
Милица „Мица” Раденовић, прелепа и природно интелигентна девојка са села, долази у Београд и уместо да прода усисиваче постаје дадиља у дому седме генерације београдских архитеката — породици Максимовић. На челу породице је Константин, уштогљени удовац који пет година након смрти супруге Весне и даље не успева да успостави праву комуникацију са своје троје деце. Док Мица са својим сеоским начином размишљања, Sinsay хаљинама, директношћу и народним мудростима доноси револуцију у уштогљену породицу Максимовић, сама пролази кроз трансформацију.
Она остаје верна својим коренима али учи да се носи са изазовима градског живота и друштвеним кодовима уштогљене београдске елите.
Дадиља са села је прича о томе како једна искрена, гласна и аутентична девојка са села може да промени читав један свет београдског високог друштва снагом своје личности; она слави различитост, аутентичност и емоције, подсећајући нас да је најважније остати веран себи и онима које волимо.

## Улоге
| Глумац             | Улога                   |
| ------------------ | ----------------------- |
| Мирка Васиљевић    | Милица “Мица” Раденовић |
| Зоран Пајић        | Константин Максимовић   |
| Лидија Вукићевић   |                         |
| Никола Шкорић      |                         |
| Зорана Бећић       |                         |
| Луна Глишић        |                         |
| Нађа Дулић         |                         |
| Милица Милша       | Зорка                   |
| Елизабета Ђоревска |                         |
| Ненад Окановић     |                         |
| Бранка Пујић       |                         |
| Франо Ласић        |                         |

## Епизоде
Списак епизода серије Дадиља са села